# Kersaint-Plabennec
 Kersaint-Plabennec  (en bretón Kersent-Plabenneg) es una comuna francesa situada en el departamento de Finisterre, en la región Bretaña.

## Demografía
| 633 | 564 | 550 | 831 | 1001 | 1106 | 1474 |
| Para los censos de 1962 a 1999 la población legal corresponde a la población sin duplicidades (Fuente: INSEE [Consultar]) |     |     |     |      |      |      |